# چارلی باتزانو
چارلی باتزانو (ایتالیایی: Charlie Bazzano; ۱۰ اکتبر ۱۹۲۳ – ۹ ژانویهٔ ۲۰۱۴) دوچرخه‌سوار اهل استرالیا بود. وی در بازی‌های المپیک تابستانی ۱۹۴۸ شرکت کرده است.